# Ветреник пермский
Ветреник пермский (лат. Anemonastrum biarmiense) — вид травянистых растений рода Ветреник (Anemonastrum) семейства Лютиковые (Ranunculaceae).

## Распространение
Высокогорный эндем Урала, в ряде мест спускающийся в горно-лесной пояс. Высокогорно-луговой психрофит. Распространён в верхних поясах гор от Южного Урала до южной части Полярного Урала. На Южном Урале он встречается на всех высоких горных хребтах, превышающих уровень границы леса (горы Иремель, Ямантау, Шатак, хребты Таганай, Зюраткуль, Нургуш, Уреньга, Зигальга, Машак и другие). В горно-лесном поясе произрастает в горных сосновых, лиственничных и березовых лесах, на остепненных склонах, по берегам горных рек (на хребтах Крака, вершинах Большой и Малый Иремель, в верховьях рек Юрюзань и Белая).

## Ботаническое описание
Компактнокорневищное многолетнее растение. Корневище укороченное, вертикальное или косовосходящее, утолщенное, покрытое волокнистыми остатками оснований черешков отмерших прикорневых листьев. Прикорневые листья развиваются одновременно с цветоносом, в числе 3—5 или более собранные в розетку, длинночерешковые, с пластинкой в очертании округло-почковидной, сверху почти голой, снизу покрытой рассеянными короткими волосками, рассечённой на три широкоромбических 2—3-раздельных сегмента 2—5 см длиной и шириной, расположенных на хорошо развитых черешочках от 1,2 до 2 см длиной.
Цветоносные стебли пазушные, прямостоячие, 15—65 см высотой, вместе с черешками прикорневых листьев покрытые довольно густыми длинными прямыми горизонтально оттопыренными волосками. На стебле под соцветием имеется обертка (покрывало) из 4 мутовчатых, накрест супротивных сидячих листьев, на ⅔ раздельных, с 2—3-надрезанными на верхушке долями. Соцветие зонтиковидное, из 2—6 (до 8) цветков 1,8—3 см в диаметре, очень редко цветки одиночные. Цветоножки в начале цветения приблизительно равные по длине листьям обертки, позднее в несколько раз длиннее их, при плодах сильно удлиненные, покрытые негустыми тонкими курчавыми волосками. Листочки околоцветника в числе 5-6 шт., белые, эллиптические или обратнояйцевидные, с обеих сторон голые. Плоды 5—10 мм длиной, обратнояйцевидные, голые, сильно сплюснутые, окруженные широкой и тонкой крыловидной окраиной, на верхушке с коротким косоотогнутым столбиком. Цветет в мае-июне.